# Амате Везиње
Амате Везиње (фр. Amathay-Vésigneux) насеље је и општина у источној Француској у региону Франш-Конте, у департману Ду која припада префектури Безансон.
По подацима из 2011. године у општини је живело 151 становника, а густина насељености је износила 12,45 становника/km². Општина се простире на површини од 12,13 km². Налази се на средњој надморској висини од 700 метара (максималној 921 m, а минималној 642 m).

## Демографија
| 1962. | 1968. | 1975. | 1982. | 1990. | 1999. | 2011. |
| ----- | ----- | ----- | ----- | ----- | ----- | ----- |
| 160   | 192   | 153   | 141   | 149   | 129   | 151   |

График промене броја становника у току последњих година